# Pristomyrmex punctatus
Pristomyrmex punctatus es una especie de hormiga del género Pristomyrmex, tribu Crematogastrini, familia Formicidae. Fue descrita científicamente por Smith en 1860.
Se distribuye por Borneo, China, Indonesia, Japón, Laos, Malasia, Corea del Norte, Filipinas, Singapur, Corea del Sur, Sri Lanka, Taiwán, Tailandia y Vietnam. Se ha encontrado a elevaciones de hasta 820 metros. Habita en bosques húmedos y jardines.